# Île de Bergeggi
LÎle de Bergeggi est un îlot situé près des côtes de la Ligurie dans la Riviera du Ponant, face à la commune de Bergeggi. L'extrémité du petit promontoire de la pointe Predani est distante de l'île seulement de quelques centaines de mètres.

## Géographie
L'île, qui fait partie de la Réserve naturelle régionale de Bergeggi, est composée d'une côte rocheuse qui se dresse au-dessus de la mer jusqu'à 53 m de hauteur.
L'environnement naturel inclut des fragments de maquis. Sur les roches baignées dans la mer se trouvent aussi de la criste marine et du Limonium cordatum, ainsi que quelques autres espèces parmi lesquelles des campanules et l'Euphorbia dendroides.
La zone marine entourant l'île fait partie d'une aire marine protégée pour des raisons biologiques : le décret ministériel du 7 mai 2007 a rendu effective l'institution de cette aire marine protégée.

## Histoire
L'île présente de nombreux signes d'installation humaine depuis l'époque romaine. L'installation la plus ancienne est probablement une tour de surveillance à base circulaire. Toujours d'origine romaine, on trouve les restes d'une église du IVe siècle dédiée à Sant'Eugenio. Une légende populaire entre les habitants de la commune voisine de Noci raconte que l'île était arrivée face à la côte ligure traversant la mer avec, au-dessous d'elle, les saints Eugenio et Vendemiale qui fuirent les persécutions des Vandales. Sant'Eugenio était l'évêque de Carthage et revint sur l'île jusqu'à sa mort tandis que Vendemiale était reparti pour la Corse. La dépouille de Sant'Eugenio fut transportée à Noli où il devint le patron de la ville. La légende veut que quelques années plus tard, la dépouille du saint retourna toute seule sur l'île. En 992, l'évêque de Savone fit construire un monastère sur l'île, toujours en l'honneur du saint, qui fut légué aux moines bénédictins des îles de Lérins, déjà titulaires d'autres monastères sur d'autres îles de la côte, ceux-ci veillant sur la dépouille. Les restes de ce monastère sont encore visibles sur l'île. La dépouille du saint revint sur l'île jusqu'en 1252, année où elle fut définitivement transportée à Noli et conservée en l'église de San Paragorio.
Chaque année, le 12 juillet, à l'occasion de la fête de Sant'Eugenio a lieu une procession de barques qui partent de Noli et accostent sur l'île, portant la dépouille du saint. 
Durant le Moyen Âge, une autre tour de surveillance (celle-ci à base carrée) fut construite sur les restes de la tour romaine. En des temps bien plus récents, une villa privée fut construite sur l'île, aujourd'hui à l'état d'abandon. Sur la pointe occidentale de l'île a été construite une statue en métal représentant une figure humaine qui, assise, joue d'un instrument à vent. La statue est nommée le joueur de pipeau. Selon certains, la statue représenterait un pasteur appelant une chèvre qui se trouve sur les jardins du promontoire de   Torre del mare, frazione de Bergeggi. Dans ces jardins, on trouve effectivement une petite statue de chèvre, elle aussi métallique.

## Sources
- (it) Cet article est partiellement ou en totalité issu de l’article de Wikipédia en italien intitulé « Isola di Bergeggi » (voir la liste des auteurs).